# Praia dos Moinhos
Praia dos Moinhos, Porto Formoso.
A Praia dos Moinhos está localizada na freguesia de Porto Formoso, concelho da Ribeira Grande, Ilha de São Miguel, Açores.
Esta zona balnear cujas areias são finas e de tonalidade acizentada foi durante o ano de 2009 sujeita a trabalhos de manutenção e melhoramento, custeados pela Câmara Municipal da Ribeira Grande, tendo-lhe sido acrescentado balneários cuja arquitectura é considerada vanguardista.
Estas instalações de apoio aos banhinhas são compostas por instalações sanitárias, duchas e áreas de apoio à manutenção e um espaço dedicado ao Instituto de Socorros a Náufragos.